# 12 gennaio
Il 12 gennaio è il 12º giorno del calendario gregoriano. Mancano 353 giorni alla fine dell'anno (354 negli anni bisestili).

## Eventi
- 475 – Basilisco è incoronato augusto dell'Impero romano d'Oriente
- 1528 – Gustavo I, già eletto nel 1523, è incoronato re di Svezia
- 1554 – Bayinnaung, che avrebbe continuato a formare il più grande impero nella storia del Sud-est asiatico, viene incoronato re della Birmania
- 1709 – Piccola era glaciale: un periodo di gelo di due mesi inizia in Francia – La costa atlantica e la Senna congelano, le coltivazioni vanno perdute e almeno 24.000 parigini muoiono
- 1773 – Il primo museo americano apre al pubblico a Charleston (Carolina del Sud)
- 1777 – Viene fondata la misión Santa Clara de Asís, l'odierna Santa Clara (California)
- 1791 – Fine della Rivoluzione di Liegi
- 1838 – Allo scopo di evitare le persecuzioni anti mormoniche, Joseph Smith, Jr. e i suoi seguaci lasciano l'Ohio per il Missouri
- 1848 – Inizia la Rivoluzione siciliana del 1848 da una rivolta contro il Regno delle Due Sicilie scoppiata nella città di Palermo
- 1866 – La Royal Aeronautical Society viene fondata a Londra
- 1875 – Kwang-su diventa imperatore di Cina
- 1898 – Itō Hirobumi inizia il suo terzo mandato come primo ministro del Giappone
- 1901 – Charlotte Cooper, pluricampionessa di Wimbledon, sposa Alfred Sterry
- 1904 – Nell'Africa Tedesca del Sud-Ovest (oggi Namibia) inizia la ribellione del popolo Herero, a cui si aggiunse in un secondo momento il popolo Nama, contro l'autorità coloniale tedesca
- 1908 – Per la prima volta un messaggio radio a lunga distanza viene inviato dalla Torre Eiffel
- 1915
  - Il Rocky Mountain National Park viene costituito con un atto del Congresso degli Stati Uniti
  - La Camera dei rappresentanti degli Stati Uniti respinge una proposta per dare alle donne il diritto di voto
- 1932 – Hattie W. Caraway diventa la prima donna eletta al Senato degli Stati Uniti
- 1940 – Seconda guerra mondiale: l'Unione Sovietica bombarda delle città finlandesi
- 1942 – Il presidente statunitense Franklin Roosevelt crea la National War Labor Board
- 1943 – In Russia, sul fronte del Don, scatta l'attacco sovietico denominato Offensiva Ostrogorzk-Rossoš, che provocherà la ritirata del Corpo d'armata alpino dell'ARMIR
- 1945 – Seconda guerra mondiale: i sovietici iniziano l'Operazione Vistola-Oder, una vasta offensiva in Europa orientale contro i nazisti
- 1948 - Eccidio di Mogadiscio: nella capitale somala vengono uccisi decine di italiani rimasti a vivere nella ex colonia
- 1964 – A Zanzibar, ribelli iniziano una rivolta e proclameranno in seguito una repubblica
- 1966 – Lyndon B. Johnson dichiara che gli Stati Uniti devono restare nel Vietnam del Sud fino a quando non finirà l'aggressione comunista
- 1969 – I Led Zeppelin pubblicano il loro primo album
- 1970 – Il Biafra capitola, finisce la guerra civile nigeriana
- 1971 – I Sei di Harrisburg: Ii reverendo Philip Berrigan e cinque altri vengono indagati con l'accusa di aver cospirato per rapire Henry Kissinger e far saltare in aria le condotte di riscaldamento di edifici federali a Washington
- 1976 – Il Consiglio di sicurezza delle Nazioni Unite vota 11-1 per permettere all'OLP di partecipare a un dibattito del Consiglio di sicurezza (senza diritto di voto)
- 1985 – L'ondata di gelo che sta investendo l'intero continente europeo e l'Africa settentrionale fa registrare in molte località d'Italia le temperature più basse della storia: a Firenze, ad esempio, la minima scende fino a -23,2 °C
- 1988 – La mafia uccide l'ex sindaco di Palermo Giuseppe Insalaco
- 1991 – Guerra del Golfo: un atto del Congresso degli Stati Uniti autorizza l'uso della forza militare per scacciare l'Iraq dal Kuwait
- 1995 – La figlia di Malcolm X, Qubilah Shabazz, viene arrestata per aver progettato di uccidere Louis Farrakhan
- 1997 – Un treno Pendolino ETR460 in corsa da Milano a Firenze deraglia presso Piacenza causando otto vittime: è il primo incidente di un treno ad alta velocità italiano
- 1998 – 19 nazioni europee concordano di vietare la clonazione umana
- 2010 – Un grave terremoto colpisce Haiti, causando più di 230 000 vittime
- 2012 – Iniziano in Romania due giorni di violente proteste contro il presidente Traian Băsescu e la sua politica di austerità economica
- 2015 – 143 miliziani di Boko Haram vengono uccisi da militari a Koofata in Camerun
- 2016 – Attentato ad Instanbul: una bomba posizionata da un affiliato dell'ISIS nei pressi della Moschea Blu uccide dieci personeo

## Nati
Ci sono circa 1 240 voci su persone nate il 12 gennaio; vedi la pagina Nati il 12 gennaio per un elenco descrittivo o la categoria Nati il 12 gennaio per un indice alfabetico.

## Morti
Ci sono circa 540 voci su persone morte il 12 gennaio; vedi la pagina Morti il 12 gennaio per un elenco descrittivo o la categoria Morti il 12 gennaio per un indice alfabetico.

## Feste e ricorrenze

### Religiose
Cristianesimo:
- Sant'Aelredo di Rievaulx, abate
- Sant'Antonio Maria Pucci, religioso
- Sant'Arcadio di Mauritania, martire
- San Benedetto Biscop, abate
- San Bernardo da Corleone, religioso
- Santa Cesaria di Arles, sorella di San Cesario
- San Ferreolo di Grenoble, vescovo e martire
- San Giovanni di Ravenna, vescovo
- Santa Marguerite Bourgeoys, fondatrice delle Suore della Congregazione di Nostra Signora
- San Martino di Leon (o della Santa Croce), sacerdote
- Santi Modesto, Càstolo, Rogato e Zòtico, martiri
- San Nazario di Asan, abate
- San Satiro, martire
- Santa Tatiana di Roma, martire
- Santi Tigrio ed Eutropio, martiri
- Beato Antoine Fournier, martire
- Beato Bernardo de Plano, mercedario
- Beato Giovanni Merlini, sacerdote
- Beata Lucia da Valcaldara, clarissa
- Beato Nicola Bunkerd Kitbamrung, sacerdote thailandese, martire
- Beato Pierre-François Jamet, fondatore delle Figlie del Buon Salvatore